# 890.
◄ | 8. stoljeće | 9. stoljeće | 10. stoljeće | ►
◄ | 860-ih | 870-ih | 880-ih | 890-ih | 900-ih | 910-ih | 920-ih | ►
◄◄ | ◄ | 887. | 888. | 889. | 890. | 891. | 892. | 893. | ► | ►►
Astronomija • Književnost • Kršćanstvo • Pravo • Promet

## Rođenja
- Ulrik Augsburški, svetac († 973.)

## Vanjske poveznice
|  | Zajednički poslužitelj ima još gradiva o temi 890. |